# Web服务

Web服务是一种服務導向架構的技术，通过标准的Web协议提供服务，目的是保证不同平台的应用服务可以互操作。
根据W3C的定义，Web服务（Web service）应当是一个软件系统，用以支持网络间不同机器的互动操作。网络服务通常是许多应用程序接口（API）所组成的，它们透过网络，例如国际互联网（Internet）的远程服务器端，执行客户所提交服务的请求。
尽管W3C的定义涵盖诸多相异且无法介分的系统，不过通常我们指有关於主从式架构（Client-server）之间根据SOAP协议进行传递XML格式消息。无论定义还是实现，Web服務過程中會由伺服機提供一個機器可讀的描述（通常基于WSDL）以辨識伺服機所提供的WEB服務。另外，虽然WSDL不是SOAP服务端点的必要条件，但目前基于Java的主流Web服务开发框架往往需要WSDL实现客户端的源代码生成。一些工业标准化组织，比如WS-I，就在Web服务定义中强制包含SOAP和WSDL。

## 定义

### 核心定义
考虑到并没某个独立文档包含一切相关内容，可采用模块化的方式给出对Web服务的描述，但不能给出一个“绝对全面和准确”的定义。受外部环境和实现技术影响，各方给出的核心定义可能稍有出入，但通常包括：
SOAP一个基于XML的可扩展消息信封格式，需同时绑定一个网络传输协议。这个协议通常是HTTP或HTTPS，但也可能是SMTP或XMPP。
WSDL一个XML格式文档，用以描述服务端口访问方式和使用协议的细节。通常用来辅助生成服务器和客户端代码及配置信息。
UDDI一个用来发布和搜索WEB服务的协议，应用程序可藉由此协议在设计或运行时找到目标WEB服务。
这些标准由这些组织制订：W3C负责XML、SOAP及WSDL；OASIS负责UDDI。

### 协议集
为提高Web服务间的互操作能力，WS-I还特别发布了WEB服务协议集（Profile）。协议集包含了一系列特定版本的核心定义（诸如SOAP和WSDL），以及对其使用上的限制与约束。WS-I还发布了用于部署协议集兼容WEB服务的测试工具及相关用例。

### WS-系列追加定义
为扩展WEB服务能力，一些新的标准已经或正在被开发。这些标准通常被冠以WS字头（Web Service的简称），以下是一个WS系列追加标准的不完全列表：
WS安全（WS-Security）定义了如何在SOAP中使用XML加密或XML签名来保护消息传递。可作为HTTPS保护的一种替代或扩充。
WS信赖性（WS-Reliability）一个来自OASIS的标准协议，用来提供可信赖的WEB服务间消息传递。
WS可信赖消息（WS-ReliableMessaging）同样是一个提供信赖消息的协议，由Microsoft, BEA 和IBM发布。目前OASIS正对其实施标准化工作。
WS寻址（WS-Addressing）定义了在SOAP消息内描述发送／接收方地址的方式。
WS事务（WS-Transaction）定义事务处理方式。
一直以来，W3C负责制定了不少WS追加定义，但近来此举开始受到怀疑。一些人呼吁W3C作为网络和语义网构建者应当把精力放在核心网络本身，而不是为Web服务改换版本。特别是2007年2月的企业级Web服务论坛上，对W3C不再充当WEB服务定义者的诉求开始表面化。
此外，OASIS对Web服务扩展实施了许多标准化工作。包括Web服务资源框架以及WSDM。

## 使用Web服务的方式
Web服务实际上是一组工具，并有多种不同的方法调用之。三種最普遍的手段是：远程过程调用（RPC），服務導向架构（SOA）以及表述性状态转移（REST）。

### 远程过程调用
Web服务提供一个分布式函数或方法接口供用户调用，这是一种比较传统的方式。通常，在WSDL中对RPC接口进行定义（类似于早期的XML-RPC）。
尽管最初的Web服务广泛采用RPC方式部署，但针对其过于紧密之耦合性的批评声也随之不断。这是因为RPC式WEB服务实质上是利用一个简单的映射，以把用户请求直接转化成为一个特定语言编写的函数或方法。如今，多数服务提供商认定此种方式在未来将难有作为，在他们的推动下，WS-I基本协议集（WS-I Basic Profile）已不再支持远程过程调用。

### 服務導向架構
现在，业界比较关注的是遵从服務導向架构（Service-oriented architecture，SOA）概念来构筑WEB服务。在服務導向架构中，通讯由消息驱动，而不再是某个动作（方法调用）。这种WEB服务也被称作面向消息的服务。
SOA式WEB服务得到了大部分主要软件供应商以及业界专家的支持和肯定。作为与RPC方式的最大差别，SOA方式更加关注如何去连接服务而不是去特定某个实现的细节。WSDL定义了联络服务的必要内容。

### 表述性状态转移
表述性状态转移式（Representational state transfer，REST）Web服务类似于HTTP或其他类似协议，它们把接口限定在一组广为人知的标准动作中（比如HTTP的GET、PUT、DELETE）以供调用。此类WEB服务关注与那些稳定的资源的互动，而不是消息或动作。
此种服务可以通过WSDL来描述SOAP消息内容，通过HTTP限定动作接口；或者完全在SOAP中对动作进行抽象。

## 批评
一些人抱怨，Web服务（“表现层状态转换”除外）过于复杂，认为它太过于偏重那些大型软件开发商，而不利于开源项目。但是至今不少開發工具已經具備自動化產生具象物件，已經減少web服務的调用難度。例如Microsoft Visual Studio、Eclipse等等整合開發環境（IDE）工具。使用者只需要專注於调用與實行。
Web服务的性能也时常是人们关注的一个问题。由于使用XML作为消息格式，并以SOAP封装，由HTTP传输，Web服务始终处于较高的开销状态。不过目前一些新兴技术正在试图解决此一问题，诸如新的XML处理模型致力于解决XML这一部分的性能。

## 类似方式
无论是在Web服务出现以前，还是现在，一直不断有各种同类技术问世。比如，RMI作为这样一种中间件系统就得到了广泛部署。CORBA和DCOM则更加雄心壮志，两者都尝试将作用域波及到分布式对象，这一点也为Web服务所模仿。
这些类似方式往往借助于XML-RPC和HTTP本身，而不依靠SOAP封装参数。

## 外部連結
- W3C Web Services Activity home page （页面存档备份，存于）
- Web Services Architecture （页面存档备份，存于） (W3C Working Group Note)
- Secure, Reliable, Transacted Web Services （页面存档备份，存于）（IBM/Microsoft白皮书）
- XMethods - Collection of public Web Services你好